# کامپیلیا دی بریچی
کامپیلیا دی بریچی (به ایتالیایی: Campiglia dei Berici) یک کومونه در ایتالیا است که در استان ویچنزا واقع شده‌است.

## خصوصیات
کامپیلیا دی بریچی ۱۰ کیلومترمربع مساحت و ۱٬۷۵۱ نفر جمعیت دارد و ۱۶ متر بالاتر از سطح دریا واقع شده‌است.